# Томек, Вацлав Владивой
Вацлав Владивой Томек (чеш. Václav Vladivoj Tomek; 31 мая 1818 — 12 июля 1905) — чешский историк, политический деятель и педагог.

## Биография
Родился в семье сапожника. Показал себя отличным учеником как в местной школе, так и в гимназии. После окончания школы он стал частным учителем детей Яна и Марии в семье Франтишека Палацкого. В 1833 году он поступил в Карлов университет в Праге. Там он два года изучал философию, затем юриспруденцию. Завершил свое юридическое образование в 1839 году. Франтишек Палацкий порекомендовал его пражскому муниципалитету, где в то время искали человека с юридическим образованием, который мог бы написать историю столицы. В своей непревзойденной до сих пор двенадцатитомной «Истории города Праги» (издававшейся с 1855 по 1901 год) и других своих трудах он изобразил историю фактически всей страны. В 1841 году он поступил на службу в городе, в 1848 он был избран в депутаты австрийского рейхстага, в 1861—1895 был депутатом чешского сейма. С 1848 года он работал преподавателем в Карловом университете, В 1860 году стал профессоро, а после разделения университета на немецкую и чешскую части в 1882 году стал первым ректором чешской части. 
Исторические работы Томека классифицируются как консервативное направление в чешской историографии. Томек считал, что нахождение чешских земель в составе Австрийского государства положительно сказалось на их развитии.

## Брак и дети
28 июня 1847 года в церкви в Полице-над-Метуи он женился на Людмиле Данёвой (1822–1868), дочери Йозефа Даня, директора бенедиктинского поместья Полице, в семье которого он работал частным учителем с 1835 года. Брак оказался бездетным.

## Труды
- История Чешского королевства, в 8 кн.
- Новейшая история Австрии
- Краткая Чешская грамматика
- Память
- История Праги (1855-1901)
- Ян Жижка
- Из жизни Чешской отшельника